# Joaquim I
|  | Aquest article tracta sobre el patriarca de Constantinoble. Si cerqueu el monarca de Brandenburg, vegeu «Joaquim I Nèstor de Brandenburg». |

Joaquim I - en grec: Ἰωακείμ Α΄ - (? – 1504) va ser patriarca ecumènic de Constantinoble del 1498 al 1502 i uns pocs mesos el 1504.
Pel que fa als primers anys de Joaquim abans d'esdevindre en patriarca de Constantinoble, se sap que va ser Metropolità de Drama i que era jove, poc erudit però molt capaç en qüestions eclesiàstiques i colpidor per la seva virtut.  Fou escollit patriarca a la tardor del 1498 gràcies al suport del rei Constantí II de Geòrgia, ocupant el lloc de Nefó II que al seu torn rebé el suport dels governants de Valàquia.  Geòrgia era un país cristià independent de l'Imperi Otomà i semiautònom des del punt de vista religiós, però que de vegades podia tenir una considerable influència en les eleccions patriarcals. 
Com a patriarca, Joaquim era molt popular entre els seus feligresos: mentre anava de camí a Geòrgia per a recaptar fons, el Metropolità de Silivri oferí al sultà mil peces d'or per a ser nomenat Patriarca en el lloc de Joaquim, però els fidels van recaptar la mateixa quantitat entre ells mateixos i la donaren al sultà per evitar la deposició de Joaquim.  No obstant això, Joaquim va ser deposat a la primavera de 1502 pel sultà Baiazet II quan aquest va descobrir que Joaquim havia ordenat la construcció d'una església cristiana de pedra sense el seu consentiment. 
Després de la deposició de Joaquim el nou patriarca electe va ser novament Nefó II, que tanmateix va rebutjar el càrrec. Aleshores, els governants de Valàquia donaren suport a Pacomi I, qui fou elegit a principis de 1503 i va regnar durant aproximadament un any, fins a principis de 1504  quan els amics de Joaquim van recollir 3.500 peces d'or per a restaurar-lo al tron (500 peces més que l'estipendi habitual pagat al sultà per cada nomenament patriarcal). 
El segon patriarcat de Joaquim va durar només uns mesos: poc després de ser elegit, Joaquim va viatjar al nord intentant restablir les relacions amistoses amb els seus enemics polítics, però tant Radu IV el Gran de Valàquia com Bogdan III el Borni de Moldàvia es van negar a reconciliar-se amb ell.  Joaquim va morir el 1504  durant la seva estada a Valàquia, a Târgoviște o a Silistra, i el va succeir novament Pacomi I.